# 辛顿陨击坑
辛顿陨击坑（Sinton）是火星伊斯墨诺斯湖区位于北半球巨大的李奥撞击坑南面的一座撞击坑，其中心坐标为北纬40.72度、西经328.35度，直径65.25公里，名称取自美国哈佛天文学家威廉·梅尔兹·辛顿(1925年-2004年），2007年被国际天文联合会行星系统命名工作组批准接受。

## 描述
据信辛顿陨击坑是由陨石撞击在冰原所造成，这次撞击融化了大量地下积冰并产生出许多分支河谷，其中一些可在下面的一幅图像中看到。冰原的证据来自该地区分布的线状谷底沉积（LVF）和舌状岩屑坡（LDA），其中的一些也可在下面的图像中看到。

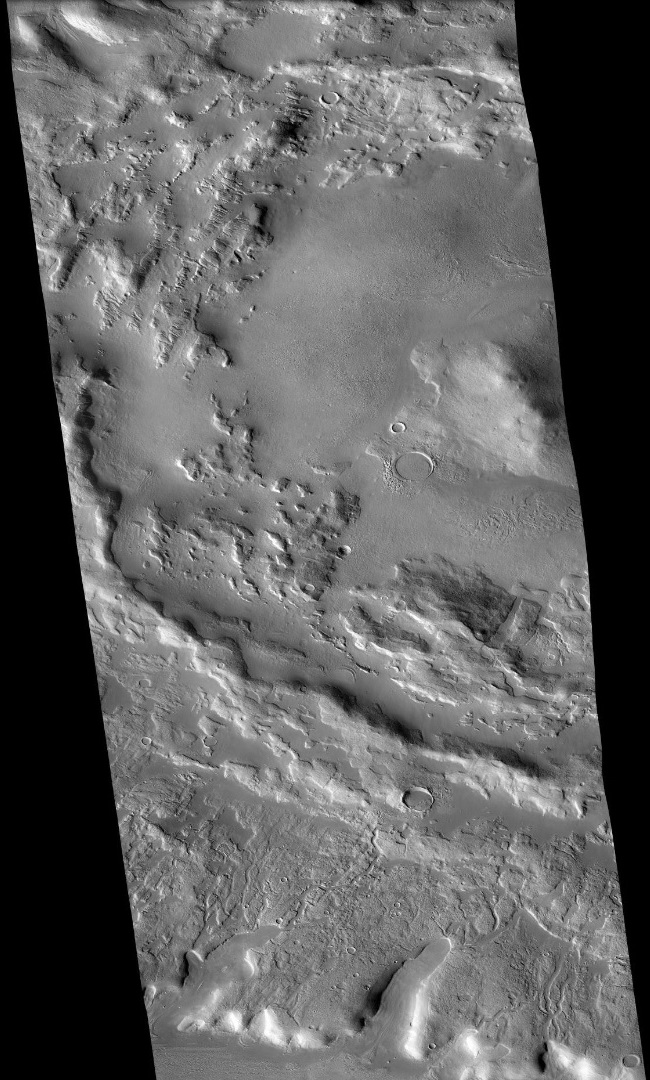
火星勘测轨道飞行器背景相机拍摄的辛顿陨击坑西侧边缘。
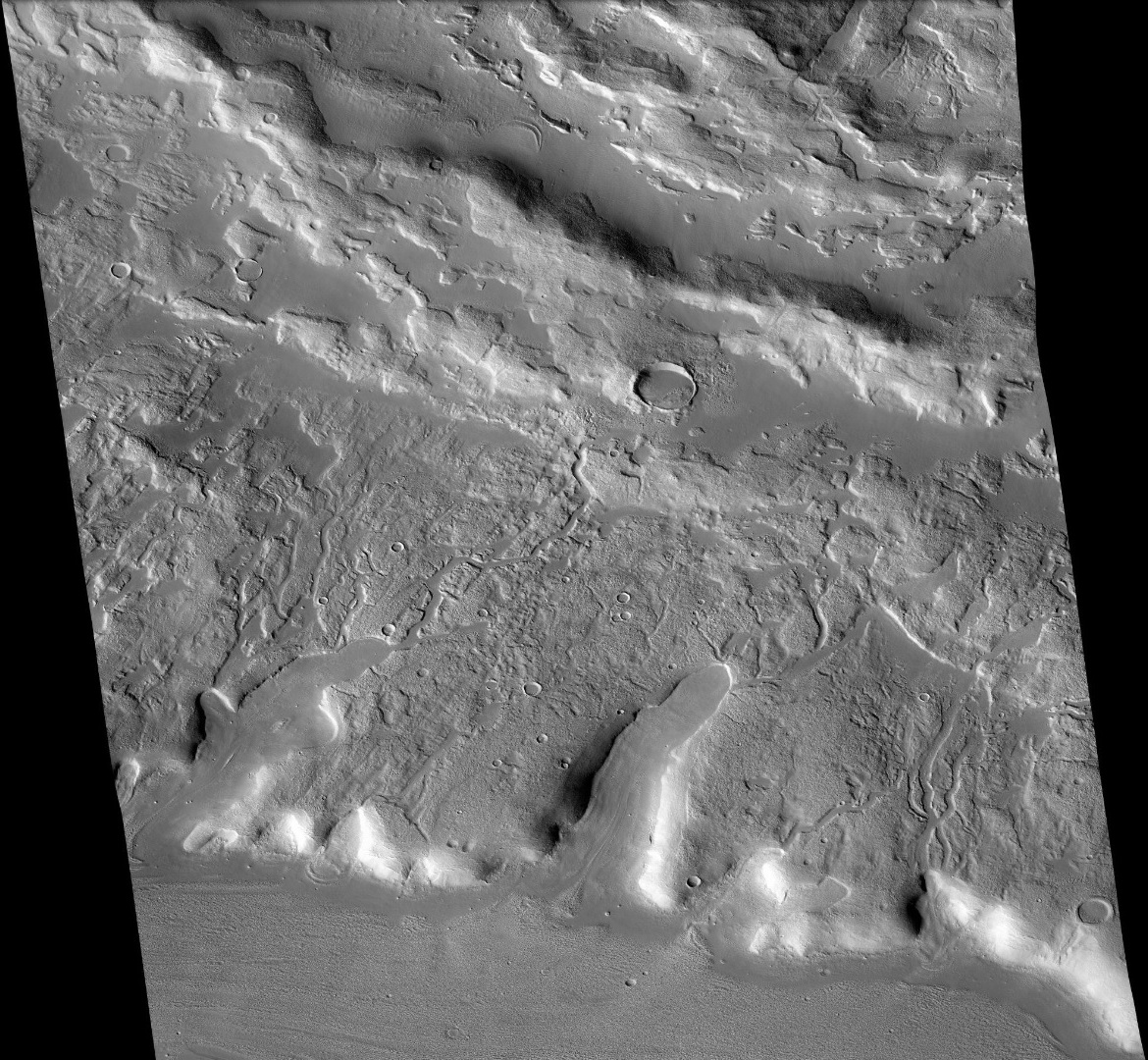
辛顿陨石坑南面的河道，这些都是撞击发生在地下富含积冰的表面时所产生。注：这是前一幅照片的放大版。
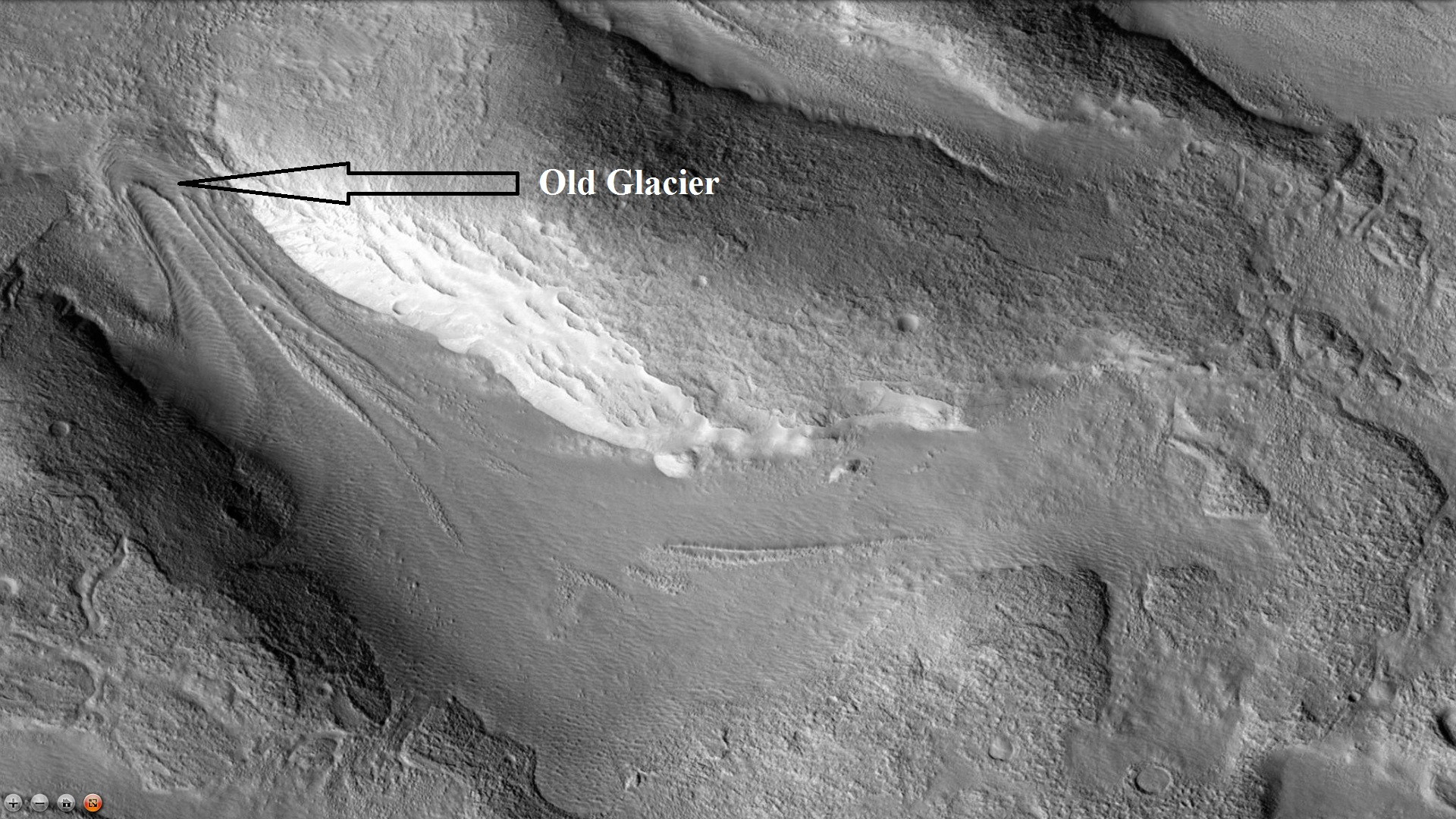
辛顿陨击坑北部的古冰川，是该地区众多冰川之一。注：这是前面照片的放大版。

## 另请查看
- 火星气候
- 火星地质史
- 火星地质
- 冰川
- 火星冰川
- 撞击事件
- 伊斯墨诺斯湖区
- 火星撞击坑
- 火星矿石资源
- 行星体系命名法
- 火星水文